# Nucléaire danger immédiat
Pour plus de détails, voir Fiche technique et Distribution.
Nucléaire danger immédiat est un documentaire français réalisé par Serge Poljinsky, sorti en 1977.

## Synopsis
Pour Ignacio Ramonet, « ce film vise moins à démontrer techniquement les périls du programme nucléaire français (il y aura bientôt en France près de deux cents centrales nucléaires) qu’à illustrer les résistances que la mise en pratique de cette politique entraîne, aussi bien auprès de la gauche écologique que des paysans expropriés par l’EDF. »

## Fiche technique
- Titre : Nucléaire danger immédiat
- Réalisation : Serge Poljinsky
- Photographie : Jean-Raoul Bloch-Laroque, Jean-Michel Carré, Laurent Chevallier, Yann Le Masson et Gérard Simon
- Décors : Didier Faivre et Claude Nessi
- Son : Jean-François Auger et Jean-Bernard Thomasson
- Musique : Villa Rose (Olaf Estienne, Jean-Philippe Frenkel, Tristan Garcia et Sébastien Poitrenaud)
- Montage : Nicolas Barachin, Anne-Josée Branchu et Annie Marx
- Production : Collectif Grain de Sable
- Pays d'origine :  France
- Durée : 100 minutes
- Date de sortie : France - 6 juillet 1977

## Sélection
- 1977 : Festival de Cannes (Perspectives du cinéma français)[2]